# Sherman Ong
(Sherman Ong)
Sherman Ong (Malacca, 1971) è un fotografo, regista e artista malese residente a Singapore, che indaga temi quali la condizione umana, le relazioni interpersonali, il rapporto fra esseri umani e natura, e l'immigrazione.
Le sue opere fotografiche sono state esposte alla Biennale di Venezia e in importanti musei internazionali fra cui il Centre Pompidou di Parigi, il Martin-Gropius-Bau di Berlino e il Museo d'arte moderna e contemporanea di Trento e Rovereto. Ha inoltre partecipato a festival cinematografici come l'International Film Festival Rotterdam e il Tokyo International Film Festival.

## Biografia
Sherman Ong nasce a Malacca, Malaysia nel 1971 in una famiglia Peranakan, una comunità di origine cinese stabilitasi in Malesia intorno al 1700. Il padre lavora come proiezionista in un cinema, e nel 1981 gli regala una macchina fotografica Kodak Instamatic con cui Ong inizia a fotografare il mondo che lo circonda. Dopo aver studiato in scuole malesi, ottiene una borsa di studio ASEAN che gli consente di entrare allo Hwa Chong Junior College di Singapore (1989–1990). In seguito si iscrive all'Università di Singapore dove si laurea con lode in giurisprudenza. Dopo aver ottenuto una borsa dalla Singapore Film Commission, nel 2002 realizza il cortometraggio The Ground I Stand, in cui racconta la storia e la filosofia di vita di un'anziana donna malese che vive a Singapore. Il film vince il premio come miglior documentario ai Malaysian Video Awards. Nel 2003 Ong realizza State of Things, un cortometraggio che analizza la marginalizzazione della lingua malese a Singapore.
Nello stesso anno esce Exodus, un nuovo cortometraggio ambientato in Indonesia che mostra l'incontro fra una sciampista cinese e una danzatrice di corte giavanese nel periodo successivo alla morte di Suharto. Il film è presentato in anteprima all'International Film Festival Rotterdam, e vince il premio speciale della giuria ai Malaysian Video Awards, il premio come miglior film sperimentale all'International Panorama of Independent Filmmakers di Patras, Grecia, e il premio speciale della giuria agli Independent Short Film and Video Awards di Hong Kong. Nel 2005 Ong ottiene una residenza al Goethe-Institut di Hanoi, Vietnam dove realizza la serie di fotografie HanoiHaiku, una forma di haiku visuale in cui le fotografie sono accostate per creare una narrazione. La serie successiva, Monsoon, documenta la vita degli abitanti di Hanoi durante la stagione dei monsoni.
Nel 2007 Ong ottiene una nuova residenza all'Asian Art Museum di Fukuoka, Giappone. Nello stesso anno realizza il film Hashi, che racconta l'intreccio tra le vite di tre donne giapponesi e viene premiato per la migliore sceneggiatura ai Singapore Film Awards. Nel frattempo fonda insieme ad altri registi il collettivo 13 Little Pictures. Nel 2009 il curatore Tang Fu Kuen lo invita a partecipare al padiglione di Singapore alla Biennale di Venezia, dove ottiene una menzione speciale. La Biennale di Singapore gli commissiona inoltre il film Flooding in the Time of Drought, che immagina cosa succederebbe se improvvisamente una crisi idrica prosciugasse la città-stato. Il film è presentato in anteprima all'International Film Festival Rotterdam nel 2010. Nello stesso anno Ong inizia la serie di fotografie Spurious Landscapes, che ha come tema il paesaggio ed è realizzata in Spagna, Vietnam, Singapore e Brasile.
Nel 2012 collabora al progetto Little Sun di Olafur Eliasson, che viene esposto alla Tate Modern di Londra. Nel 2014 presenta l'installazione video Motherland al festival Videobrasil di San Paolo e vince la menzione d'onore. L'opera studia il tema dell'immigrazione verso Singapore, documentando tramite video e oggetti le storie di alcuni migranti che vivono nella città-stato. Nello stesso anno lavora al film Lucy & I, girato insieme alla regista norvegese Birgitte Sigmundstad e presentato all'Hong Kong-Asia Film Financing Forum. Nello stesso periodo l'artista espone le proprie serie fotografiche Monsoon e Spurious Landscapes nella mostra Spurious Stories from the Land and Water presso l'Art Plural Gallery di Singapore. Inoltre il curatore cubano Gerardo Mosquera sceglie di esporre alcune fotografie della serie HanoiHaiku nella mostra Perduti nel paesaggio presso il Museo d'arte moderna e contemporanea di Trento e Rovereto.

## Temi trattati
Uno dei temi centrali nell'opera di Ong è il rapporto tra esseri umani e natura. Egli ritiene che l'isolamento dalla natura causato dall'urbanizzazione e dall'industrializzazione della società contemporanea, e il desiderio umano di controllare la natura, costituiscano uno stile di vita disfunzionale. Questo è evidente nelle società di Singapore e Hong Kong dove, secondo Ong, la preoccupazione principale delle persone è il consumo e l'accumulo di beni materiali. Ong confronta queste società con quelle degli Indiani d'America, degli indigeni del Sud-est asiatico, di Bali e in parte anche del Giappone, che secondo l'artista valorizzano l'armonia con la natura. Nel film Flooding in the Time of Drought (2009) Ong si misura con il tema della catastrofe ambientale, nella serie fotografica Monsoon (2005) documenta la stagione dei monsoni in Vietnam e nella serie Spaces mette a confronto spazi artificiali con il paesaggio naturale. In Spurious Landscapes fotografa invece paesaggi naturali o artificiali che presentano elementi di ambiguità.
(Sherman Ong)
Un altro tema ricorrente nell'opera di Ong è quello delle contraddizioni e dei conflitti della società attuale. Nel cortometraggio The Ground I Stand (2002) l'artista mette in evidenza questi aspetti tramite la figura di Nyaterang, un'anziana vedova Malay che vive a Singapore in condizioni di semi-povertà. La rassegnazione che è espressa nei discorsi della donna contrasta fortemente con gli ideali di sviluppo economico e sociale della società singaporiana. Anche State of Things (2003) tratta lo stesso tema, documentando la scarsa conoscenza della lingua malese da parte degli abitanti di Singapore. Essi mostrano stupore e perplessità di fronte alle domande di Ong che chiede loro se conoscano il significato del testo di Majulah Singapura, inno ufficiale della città-stato. Anche l'installazione Motherland (2011) tratta il tema dell'integrazione fra culture diverse, raccontando le storie di alcuni migranti che vivono a Singapore.
Un altro tema ricorrente è il sogno, ad esempio nel film Hashi (2009) la protagonista Momo si addormenta frequentemente durante il giorno e sogna un attacco di tonni contro il Giappone, balene che spruzzano sangue dagli sfiatatoi, un gatto la cui pancia esplode a causa dell'eccessivo nutrimento ricevuto dalla padrona. Infine, in Missing You Ong affronta il tema della memoria, chiedendo ad alcune persone di mettersi in posa come se fosse presente una persona cara che è lontana o deceduta. I partecipanti portano alcuni oggetti che associano alla persona cara, e scrivono i propri pensieri su una scatola trasparente. In questo modo essi ricordano i momenti trascorsi con quella persona, e Ong riesce a cogliere nelle proprie fotografie le emozioni che essi provano.

## Opere principali

### Film
- The Ground I Stand (corto, 2002)
- State of Things (corto, 2003)
- Exodus (corto, 2003)
- Hashi (2009)
- Flooding in the Time of Drought (2009)
- Memories of a Burning Tree (2010)
- I Want to Remember (2011)
- Lucy & I (2014)

### Serie fotografiche
- HanoiHaiku (2005)
- Monsoon (2005)
- Spaces
- Missing You
- Spurious Landscapes

### Installazioni
- Motherland (2011)

## Mostre personali
- HanoiHaiku, Siem Reap, Cambogia (2006)
- Monsoon, Fukuoka, Giappone (2007)
- Hanoi Monogatari, Tokyo, Giappone (2008)
- HanoiHaiku, Singapore (2008)
- Sherman Ong, Adelaide, Australia (2009)
- Ticket Seller, New York, Stati Uniti (2010)
- Spurious Stories from the Land and Water, Singapore (2014)